# 지덕 (당)
지덕(至德, 756년 7월 ~ 758년 2월)은 당나라(唐) 숙종(肅宗) 이형(李亨)의 첫번째 연호이다. 1년 7개월 동안 사용하였다.

## 개원
- 천보(天寶) 15재 7월 12일[1](756년 8월 12일)에 연호를 지덕(至德)으로 개원함.[2][3][4][5]

- 지덕(至德) 3재 2월 5일[6](758년 3월 18일)에 연호를 건원(乾元)으로 개원함.[2][3][7][5]

## 연대 대조표
| 지덕       | 원재       | 2재        | 3재        |
| 서기(西紀) | 756년      | 757년      | 758년      |
| 간지(干支) | 병신(丙申) | 정유(丁酉) | 무술(戊戌) |

## 동시대 연호

### 한국
발해(渤海)
- 대흥(大興) (737년 ~ 793년)

### 중국
남조(南詔)
- 찬보종(贊普鍾) (752년 ~ 768년)

연(燕, 안사의 난)
- 성무(聖武) (756년 ~ 757년)
- 천성(天成) (758년 ~ 759년)

### 일본
- 덴표쇼호(天平勝寶) (749년 ~ 757년)
- 덴표호지(天平寶字) (757년 ~ 765년)

## 같이 보기
- 다른 왕조의 같은 연호
  - 진(陳) 지덕(至德, 583년 ~ 586년)
  - 일본(日本) 시토쿠(至德, 1384년 ~ 1387년)
- 중국의 연호 목록